# The 100 (5.ª temporada)
A quinta temporada de The 100 foi anunciada pela The CW em 10 de março de 2017. Jason Rothenberg continua como showrunner e produtor executivo. A quinta temporada estreou em 24 de abril de 2018.

## Elenco e personagens

### Principal
- Eliza Taylor como Clarke Griffin (1–13)
- Paige Turco como Abigail "Abby" Griffin (1–13)
- Bob Morley como Bellamy Blake (1–13)
- Marie Avgeropoulos como Octavia Blake (1–13)
- Lindsey Morgan como Raven Reyes (1–13)
- Christopher Larkin como Monty Green (1–13)
- Richard Harmon como John Murphy (1–13)
- Tasya Teles como Echo (1–13)
- Isaiah Washington como Thelonious Jaha (1–2)
- Henry Ian Cusick como Marcus Kane (1–13)

### Recorrente
- Jarod Joseph como Nathan Miller
- Chelsey Reist como Harper McIntyre
- Sachin Sahel como Eric Jackson
- Adina Porter como Indra
- Luisa D'Oliveira como Emori
- Jessica Harmon como Niylah
- Tati Gabrielle como Gaia
- St. John Myers como Ethan Hardy
- Lola Flanery como Madi
- Jordan Bolger como Miles Shaw
- Ivana Milicevic como Charmaine Diyoza
- William Miller como Paxton McCreary
- Kyra Zagorsky como Kara Cooper
- Barbara Beall como Brell
- Mike Dopud como Michael Vinson

## Produção
A emissora The CW confirmou a quinta temporada de The 100 em 10 de março de 2017. Jason Rothenberg continuou como showrunner e produtor executivo, e alguns atores foram inicialmente confirmados para o elenco, dentre eles Lola Flanery, que interpretou Madi. Tasya Teles, que interpretou Echo como uma personagem recorrente na quarta temporada da série, foi promovida para o elenco principal na quinta temporada.
A quinta temporada estreou em 24 de abril de 2018.

## Episódios
| N.º na série | N.º na temp. | Título                                           | Dirigido por     | Escrito por                    | Exibição original   | Audiência (milhões) |
| --- | ------------ | ------------------------------------------------ | ---------------- | ------------------------------ | ------------------- | ------------------- |
| 59 | 1            | "Eden" "(Éden)"                                  | Dean White       | Jason Rothenberg               | 24 de abril de 2018 | 1,43                |
| Clarke (Eliza Taylor ) luta para sobreviver sozinha em uma terra desolada e queimada, enquanto seus amigos no espaço se deparam com um sinal de esperança há muito esperado. |              |                                                  |                  |                                |                     |                     |
| 60 | 2            | "Red Queen" "(A Rainha Vermelha)"                | P. J. Pesce      | Terri Hughes Burton            | 1 de maio de 2018   | 1,02                |
| Octavia (Marie Avgeroupolos) é forçada a ouvir conselhos de um aliado improvável quando o futuro do banker e de seus habitantes é posto em risco. |              |                                                  |                  |                                |                     |                     |
| 61 | 3            | "Sleeping Giants" "(Gigantes Adormecidos)"       | Tim Scanlan      | Aaron Ginsburg & Wade McIntyre | 8 de maio de 2018   | 1,08                |
| Enquanto Clarke (Eliza Taylor) tenta defender o seu pequeno oásis na terra dos invasores. Bellamy (Bob Morley), Raven (Lindsey Morgan), Murphy (Richard Hanmon) e o restante da companhia invadem a nave espacial dos ditos cujos, descobrindo alguns dos mistérios em torno destes misteriosos soldados. |              |                                                  |                  |                                |                     |                     |
| 62 | 4            | "Pandora's Box" "(Caixa de Pandora)"             | Dean White       | Charmaine DeGrate              | 15 de maio de 2018  | 1,07                |
| Nossos Heróis são forçados a contarem com a ajuda de novos habitantes perigosos de Shalow Valley para salvar alguns deles, com resultados surpreendentes. |              |                                                  |                  |                                |                     |                     |
| 63 | 5            | "Shifting Sands" "(Areias Movediças)"            | Omar Madha       | Nick Bragg                     | 22 de maio de 2018  | 0,94                |
| Octavia (Marie Avgeroupolos) Lidera seu exército para o Shalow Valley contra o conselho de Clarke (Eliza Taylor) e Bellamy (Bob Morley). Enquanto isso Kane (Henry Ian Cusick) e Abby (Paige Turco) se ajustam ao conjunto de novos desafios.                                                             |              |                                                  |                  |                                |                     |                     |
| 64 | 6            | "Exit Wounds" "(Feridas de Saída)"               | Michael Blundell | Drew Lindo                     | 5 de junho de 2018  | 0,92                |
| A tentativa de Kane (Henry Ian Cusisk) de se provar útil, testa a fidelidade de Wonkru a Octavia (Marie Avgeroupolos). Madi (atriz convidada Lola Flannery) enfrenta uma ameaça inesperada dentro de Wonkru, forçando Clarke (Eliza Taylor) a se tornar uma aliada improvável.                            |              |                                                  |                  |                                |                     |                     |
| 65 | 7            | "Acceptable Losses" "(Perdas Aceitáveis)"        | Mairzee Almas    | Jeff Vlaming                   | 19 de junho de 2018 | 0,83                |
| Clarke (Eliza Taylor) e Bellamy (Bob Morley) fazem uma descoberta surpreendente sobre os planos de batalha de Wonkru, pois Echo (Taysa Teles) arrisca sua amizade com Raven (Lindsey Morgan) complete a missão.                                                                                           |              |                                                  |                  |                                |                     |                     |
| 66 | 8            | "How We Get to Peace" "(Como Chegamos à Paz)"    | Antonio Negret   | Lauren Muir                    | 26 de junho de 2018 | 0,73                |
| A determinação de Clarke (Eliza Taylor) em proteger Madi (atriz convidada Lola Flannery) coloca Bellamy (Bob Morley) em uma situação impossível. |              |                                                  |                  |                                |                     |                     |
| 67 | 9            | "Sic Semper Tyrannis" "(Sic Semper Tyrannis)"    | Ian Samoil       | Miranda Kwok                   | 10 de julho de 2018 | 0,89                |
| As crescentes Fraturas em Wonkru ameaçam explodir de uma vez por todas. Enquanto isso, em Shalow Valley, Murphy (Richard Hanmon) inicia um incêndio desencadeando resultados catastróficos. |              |                                                  |                  |                                |                     |                     |
| 68 | 10           | "The Warriors Will" "(A Vontade dos Guerreiros)" | Henry Ian Cusick | Julie Benson & Shawna Benson   | 17 de julho de 2018 | 0.86                |
| Monty (Christopher Larkin) se esforça para mostrar a Wonkru uma alternativa a guerra e ao próprio vale. Enquanto isso, a saúde de Abby (Paige Turco) Continua a se deteriorar, junto com a paciência de McCreary.                                                                                         |              |                                                  |                  |                                |                     |                     |
| 69 | 11           | "The Dark Year" "(O Ano Negro)"                  | Alex Kalymnios   | Heidi Cole McAdams             | 24 de julho de 2018 | 0,85                |
| Enquanto Clarke (Eliza Taylor) corre para salvá Abby (Paige Turco), ela aprende mais sobre as provações e tribulações que Wonkru enfrentou no Bunker, e sobre as decisões impossíveis que foram forçadas a tomar durante o ano sombrio.                                                                   |              |                                                  |                  |                                |                     |                     |
| 70 | 12           | "Damocles – Part One" "(Dâmocles – Parte Um)"    | Dean White       | Justine Juel Gillmer           | 31 de julho de 2018 | 0,88                |
| Octavia (Marie Avgeroupolos) leva seu povo a guerra. Enquanto nosso herois, atrás das linhas inimigas, devem superar suas diferenças para salvar Wonkru da extinção. |              |                                                  |                  |                                |                     |                     |
| 71 | 13           | "Damocles – Part Two" "(Dâmocles – Parte Dois)"  | Dean White       | Jason Rothenberg               | 7 de agosto de 2018 | 0,99                |
| Na parte dois do final da quinta temporada, Clarke (Eliza Taylor) e seus amigos devem arriscar tudo para lutar uma última batalha pela sobrevivência, apenas para vislumbrar uma ameaça ainda mais sombria no último vale vivo na terra.                                                                  |              |                                                  |                  |                                |                     |                     |